# Rudolf Minger

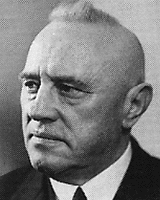
Rudolf Minger

Rudolf Minger (ur. 13 listopada 1881, zm. 23 sierpnia 1955) – szwajcarski polityk, członek Rady Związkowej od 12 grudnia 1929 do 31 grudnia 1940. Kierował departamentem wojskowym (1930–1940). Był członkiem Partii Rolników, Kupców i Niezależnych (późniejszej Szwajcarskiej Partii Ludowej).
Pełnił także funkcje przewodniczącego Rady Narodowej (1927–1928) oraz wiceprezydenta (1934) i prezydenta (1935) Konfederacji.